# World Fishing Exhibition

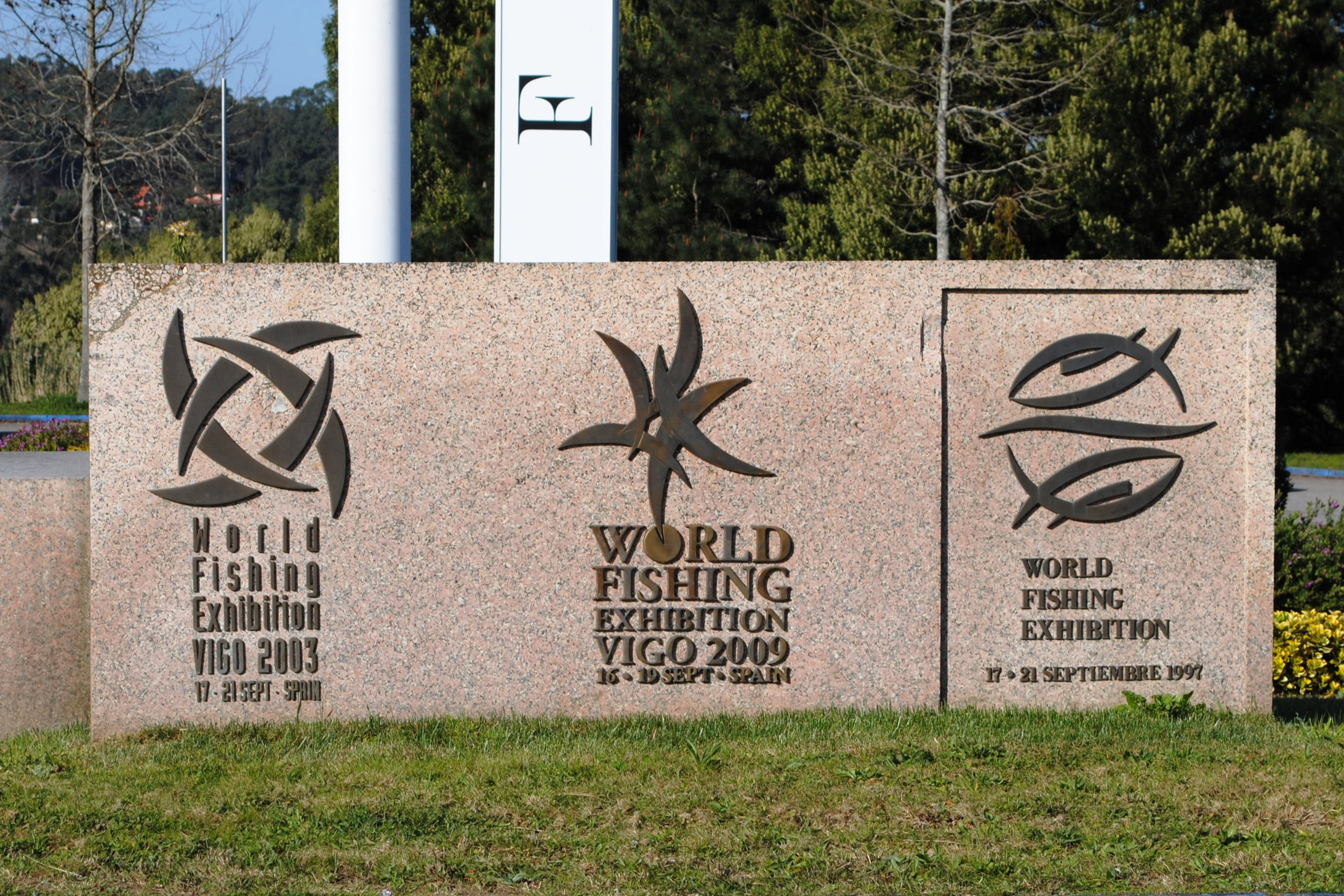
Plaques commemoratives al IFEVI.

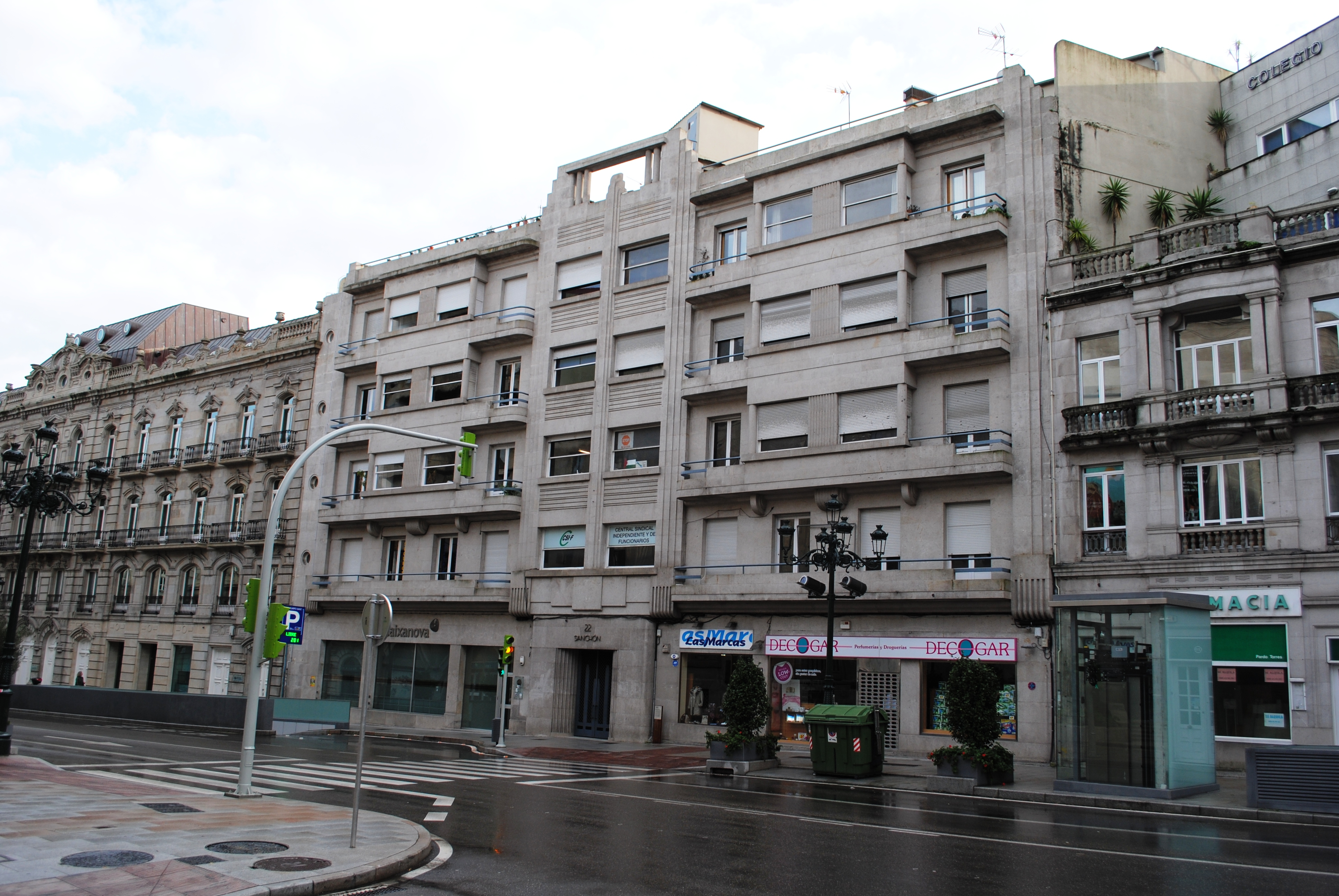
Edifici Sanchón, seu social de la World Fishing Exhibition.

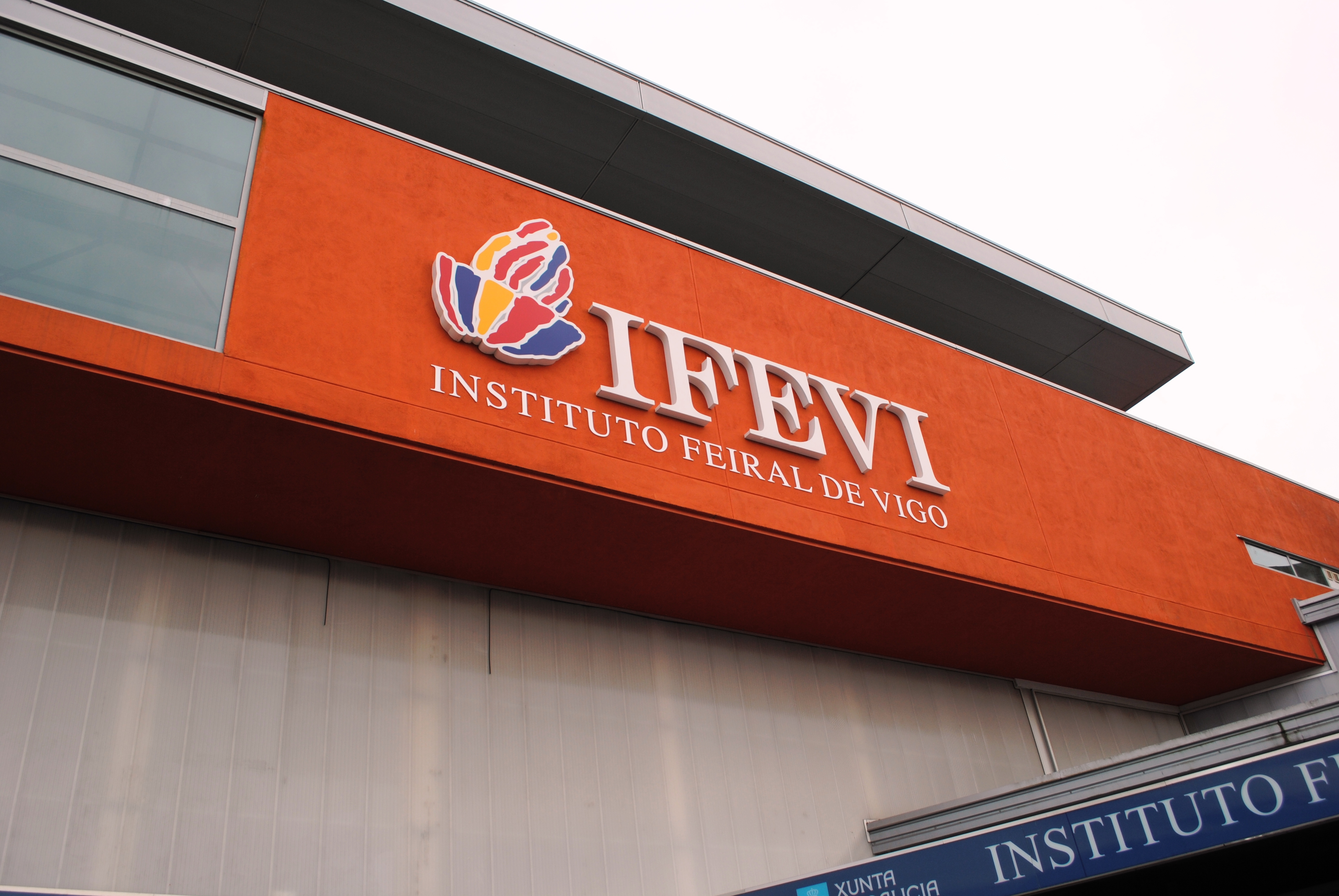
Institut Firal de Vedat Gran, Cabral.

La World Fishing Exhibition (Exposició Mundial de la Pesca) és una fira empresarial del sector pesquer que se celebra cada sis anys a la ciutat de Vigo. Ha tingut sis edicions, en els anys 1973, 1985, 1991, 1997, 2003 i 2009 i des de l'any 85 es fa coincidir amb la Conferència de Ministres de Pesca. Alfonso Paz-Andrade va ser secretari general en al primera edició i és president del comitè executiu des de la segona.